# Sony Xperia V
Le Sony Xperia V est un smartphone conçu par la société Sony Mobile Communications. Une de ses caractéristiques est d'être résistant à l'eau et étanche à la poussière (IP55 / IP57).
Annoncé le 29 août 2012 à l'IFA de Berlin, il sort en France en mars 2013.